# Treat Me Nice
Singles de Elvis Presley
(Let Me Be Your) Teddy Bear / Loving You
(1957) Don't / I Beg of You
(1958)
Treat Me Nice est une chanson d'Elvis Presley, sortie sur le single Jailhouse Rock / Treat Me Nice en 1957.

## Composition
La chanson a été écrite par Jerry Leiber et Mike Stoller.

## Histoire
La chanson a été originellement enregistrée par Elvis Presley. Enregistrée par lui le 5 septembre 1957, elle sort sur le single Jailhouse Rock / Treat Me Nice le 24 septembre.